# Handball-Regionalliga West 1973/74
Die Saison 1973/1974 der Handball-Regionalliga West der Männer war die 5. in ihrer Geschichte. Insgesamt 20 Mannschaften in einer Nord- und einer Südstaffel spielten um die westdeutsche Meisterschaft. Die beiden ersten jeder Staffel spielten um den Titel des Westdeutschen Meisters 1974. Dies schaffte der OSC 04 Rheinhausen im Finale gegen Eintracht Hagen.
In die Oberligen mussten mit dem TV Angermund, MTV Mülheim (beide HV Niederrhein), dem TV Siesbach und dem TV Weißenturm (beide HV Rheinland) vier Mannschaften absteigen.

## Tabelle

### Staffel Nord
(Das Torverhältnis ergibt nicht 0, es liegt daher offensichtlich ein Übertragungsfehler vor)
| Pl. | Verein                   | Sp | Tore    | Diff. | Punkte |
| --- | ------------------------ | -- | ------- | ----- | ------ |
| 1.  | OSC 04 Rheinhausen       | 18 | 295:295 | ±0    | 22:14  |
| 2.  | VfL Eintracht Hagen      | 18 | 316:304 | +8    | 21:15  |
| 3.  | TuS Derschlag (N)        | 18 | 282:258 | +24   | 20:16  |
| 4.  | TuS Spenge (N)           | 18 | 290:293 | −3    | 19:17  |
| 5.  | SC Münster 08            | 18 | 315:307 | +8    | 18:18  |
| 6.  | SC Herford               | 18 | 246:250 | −4    | 18:18  |
| 7.  | TV Oppum 1894            | 18 | 322:298 | +24   | 17:19  |
| 8.  | MTV Rheinwacht Dinslaken | 18 | 266:290 | −24   | 17:19  |
| 9.  | TV Angermund 09 (N)      | 18 | 292:316 | +24   | 16:20  |
| 10. | MTV Mülheim a.d. Ruhr    | 18 | 238:275 | −37   | 12:24  |

### Staffel Süd
| Pl. | Verein                 | Sp | Tore    | Diff. | Punkte |
| --- | ---------------------- | -- | ------- | ----- | ------ |
| 1.  | TV 1913 Urmitz         | 18 | 325:247 | +78   | 29:7   |
| 2.  | TSV Alemannia Aachen   | 18 | 341:259 | +82   | 27:9   |
| 3.  | TV 05 Mülheim          | 18 | 317:249 | +66   | 26:10  |
| 4.  | DJK Burtscheider TB    | 18 | 307:273 | +34   | 24:12  |
| 5.  | Bayer 04 Leverkusen    | 18 | 304:288 | +16   | 18:18  |
| 6.  | Turnerschaft Bendorf   | 18 | 331:315 | +6    | 18:18  |
| 7.  | HSV Bocklemünd         | 18 | 295:307 | −12   | 15:21  |
| 8.  | HG Idar-Oberstein      | 18 | 298:379 | −81   | 10:26  |
| 9.  | TV Siesbach 1913 (N)   | 18 | 250:330 | −80   | 8:28   |
| 10. | TV 1868 Weißenturm (N) | 18 | 246:357 | −111  | 5:31   |

## Meisterschafts-Play-off
TSV Alemannia Aachen – OSC 04 Rheinhausen ??:??, ??:??

VfL Eintracht Hagen – TV 1913 Urmitz ??:??, ??:??
VfL Eintracht Hagen – OSC 04 Rheinhausen 20:16, 15:20

OSC 04 Rheinhausen damit Westdeutscher Meister 1974 und Aufsteiger in die Bundesliga Staffel Nord.

## Entscheidungen
|     | Qualifikation Finalspiele um die Westdeutsche Meisterschaft |
|     | Abstieg in die Oberligen                                    |
| (A) | Absteiger aus der Bundesliga der letzten Saison             |
| (N) | Aufsteiger der letzten Saison                               |

Absteiger aus der Bundesliga:
- TUSEM Essen

Aufsteiger aus den Oberligen:
- Schalksmühler TV (Westfalen)
- VfB Homberg (Niederrhein)
- TuS Niederpleis (Mittelrhein)
- Polizei SV Koblenz (Rheinland)